# Muziris carinatus
Muziris carinatus là một loài nhện trong họ Salticidae.
Loài này thuộc chi Muziris. Muziris carinatus được Eugène Simon miêu tả năm 1909.